# Nouveau château de Banská Štiavnica
Le Nouveau Château de Banská Štiavnica  (en slovaque : Nový zámok) est une forteresse ou une tour de guet dans la ville slovaque de Banská Štiavnica. Il est situé au sud-ouest du centre-ville sur Dievčenský vrch (allemand Frauenberg), c'est pourquoi la forteresse est parfois aussi appelée château de la jeune fille (en slovaque Panenský hrad ou Dievčenský hrad).

## Histoire
La création de la forteresse est liée à l'occupation de certaines parties du royaume de Hongrie après la bataille de Mohács. En plus de la reconstruction de la basilique gothique dans la forteresse connue aujourd'hui sous le nom de Vieux Château, il a été décidé de construire une autre forteresse sur le Frauenberg au-dessus de la route vers le village de Windschacht (Vindšachta en slovaque, aujourd'hui partie de Štiavnické Bane). Pour le distinguer, il reçut le nom de Nouveau Château et fut construit entre 1564 et 1571. Il s'agit essentiellement d'une grande tour avec quatre (à l'origine deux) bastions d'angle. Plus tard, la tour a grandi jusqu'à la hauteur du quatrième étage. La forteresse construite protégeait la route vers la ville depuis le sud et l'est et était intégrée aux fortifications de la ville à deux endroits. Une caserne de pompiers était également installée dans la forteresse, qui devait indiquer l'heure respective avec une fanfare tous les quarts d'heure.

## Usage actuel
La forteresse a été conservée à ce jour et abrite le musée de la Lutte contre les Turcs (Múzeum protitureckých bojov en slovaque).

## liens web
- Entrée sur pamiatky.net (slovaque)
- Page du musée